# Al-Awadi-Raas-Rothschild-Syndrom
Das Al-Awadi-Raas-Rothschild-Syndrom (AARRS) ist eine sehr seltene angeborene Erkrankung mit den Hauptmerkmalen Phokomelie, Hypo- oder Aplasie von Gliedmaßen und Becken.
Synonyme sind: Raas-Rothschild-Syndrom; Phokomelie Typ Schinzel; Schinzel Phokomelie Syndrom; Gliedmaßen/Becken-Hypoplasie/Aplasie-Syndrom; englisch Limb/Pelvis-Hypoplasia/Aplasia Syndrome; LPHAS
Die Namensbezeichnungen beziehen sich auf die Erstautoren der Erstbeschreibung aus dem Jahre 1985 durch die Kuwaitischen Ärzte Sadika A. Al-Awadi, Ahmad S. Teebi, Talaat I. Farag und Mohammed Y. El-Khalifa, auf den Erstautoren einer Beschreibung aus dem Jahre 1988 durch den Israelischen Humangenetiker A. Raas-Rothschild und Mitarbeiter und auf den Autor eines Berichtes aus dem Jahre 1990 durch den  österreichischen Humangenetiker Albert Schinzel.

## Verbreitung
Die Häufigkeit ist nicht bekannt, die Vererbung erfolgt autosomal-rezessiv.

## Ursache
Der Erkrankung liegen zumindest teilweise Mutationen im WNT7A-Gen auf Chromosom 3 Genort p25.1 zugrunde.
Das Syndrom kann als Allel des Fuhrmann-Syndroms angesehen werden.

## Klinische Erscheinungen
Klinische Kriterien sind:
- Skelettfehlbildungen an Ulna, Becken, Fibula und Femur
- Reduktionsfehlbildung der Gliedmaßen (Phokomelie, eventuell mit Poly-, Oligo- oder Ektrodaktylie)
- Hypo-oder Aplasie von Beckenknochen auch des Steißbeins
- Defekte von Schädelknochen, häufig am Hinterhauptbein

Hinzu können Thoraxdystrophie, Gesichtsdysmorphie und Fehlbildungen des Harn- und Geschlechtsapparates kommen.

## Diagnose
Die Fehlbildungen können bereits pränatal mittels Feinultraschall erkannt werden. Mitunter sterben die betroffenen Kinder schon kurz nach der Geburt.